# コスタンティーノ・カテーナ
コスタンティーノ・カテーナ（Costantino Catena、1969年4月6日 - ）はサレルノ県ポッラ出身のピアニスト。
サレルノのジュゼッペ・マルトゥッチ音楽院で、ピアノと作曲を学ぶ。これまでに、ルイージ・ダスコリ、コスタンティン・ボギノ、ブルーノ・メッツェーナ、ボリス・ベクテレフ、アルド・チッコリーニの各氏に師事。また、サレルノ大学哲学科、ナポリ第二大学心理学科を卒業。
ソリストとしては、幅広いレパートリーを持つが、ロマン派を得意としている。
室内楽にも積極的に取り組んでおり、これまでにアレッサンドロ・カルボナーレ、ミケーレ・ロムート、フランコ・マッジョ・オルメゾフスキー、ガブリエレ・ジェミニアーニ、マッシモ・クアルタ、サシュコ・ガヴリーロフ、サブリーナ・ヴィヴィアン・ヘプカー、クラウディオ・カサデイ、リン・ドーソン、マウロ・トルトレッリ、マーヤ・ボグダノヴィッチ、クラウディオ・ブリッツィ、カルテット・サヴィニオと共演している。
現在はアヴェッリーノのドメニコ・チマローザ音楽院で、教鞭をとる。
これまでに様々なCD録音をし、2010年よりカメラータ・トーキョウのレコーディング・アーティストとして、レコーディングにも力を入れている。